# Rollo May
Rollo Reece May (Ada, 21 aprile 1909 – Tiburon, 22 ottobre 1994) è stato uno psicologo e insegnante statunitense.

## Biografia
Rollo Reece May nasce ad Ada, in Ohio, il 21 aprile 1909. Cresce in una famiglia numerosa, composta da sei figli, tuttavia, le liti continue dei genitori e il crollo psichiatrico che colpisce la sorella, fanno sì che la sua infanzia non sia delle più serene.
May, ottenuta la laurea all'Oberlin College in Ohio, trascorre alcuni anni all'estero, in modo particolare in Grecia, dove insegna Inglese presso l'Anatolian College.
Al suo rientro in patria frequenta l'Union Theological Seminary, dove stringe amicizia con uno dei suoi insegnanti, Paul Tillich, il teologo esistenzialista, e quest'amicizia influenzerà profondamente il suo pensiero.
Colpito da tubercolosi, May trascorre alcuni anni in un sanatorio. Qui trova conforto nella lettura, e, avvicinandosi in modo particolare agli studi di Kierkegaard, lo scrittore danese che ha ispirato gran parte del movimento esistenziale, trova l'ispirazione per la sua teoria.
Dopo questo periodo buio continua gli studi sulla psicoanalisi presso il White Institute of Psychiatry, Psychoanalysis and Psychology, dove incontra persone del calibro di Harry Stack Sullivan ed Erich Fromm. Si trasferisce poi alla Columbia University di New York dove, nel 1949, consegue il dottorato in Psicologia Clinica.
Grazie a questo riconoscimento inizia ad insegnare nelle migliori scuole del paese e, nel 1958, pubblica, con Ernest Angel ed Henri Ellenberger, Existence, opera che ha introdotto negli Stati Uniti la Psicologia Esistenziale.
Rollo May trascorre gli ultimi anni della sua vita a Tiburon, in California, dove muore il 22 ottobre 1994.
Grazie ai suoi contributi e alle sue numerose opere, Rollo May è considerato, assieme a Carl Rogers, uno dei padri fondatori del Counseling.

### Counseling
Il Counseling nasce fra gli anni Cinquanta e Settanta nei paesi anglosassoni, inizialmente per reinserire i reduci di guerra nella società. Approda invece in Italia tra gli anni Ottanta e Novanta e oggi il suo campo di applicazione è davvero diffuso in numerosi e diversi ambiti. Affonda le sue radici nella psicologia umanistica che sottolineava l'importanza della libera scelta, il concetto di autodeterminazione e dunque della piena fiducia nell'uomo e nel suo stesso potenziale. Uno degli esponenti principali è Carl Rogers, il quale ha trasformato la concezione del Counseling rendendo importante il fattore della relazione con il cliente, rivolgendo l'attenzione alla persona e solo successivamente al suo problema.

## Opere
- The Courage to Create March 17, 1994
- The Discovery of Being: Writings in Existential Psychology December 17, 1994
- Man's Search for Himself February 18, 2009
- Love & Will July 17, 2007
- The Meaning of Anxiety April 17, 1996
- Power and Innocence: A Search for the Sources of Violence March 17, 1998
- The Cry for Myth May 1, 1991
- Freedom and Destiny January 1, 1999
- Psychology and the Human Dilemma April 17, 1996
- My Quest for Beauty October 1, 1985
- Existence (Master Work) September 1, 1994
- The Psychology of Existence: An Integrative, Clinical Perspective October 1, 1994
- Paulus: reminiscences of a friendship January 1, 1973
- Politics and Innocence: A Humanistic Debate August 1, 1986